# Marvin (Dakota del Sur)
Marvin es un pueblo ubicado en el condado de Grant en el estado estadounidense de Dakota del Sur. En el Censo de 2010 tenía una población de 34 habitantes y una densidad poblacional de 24 personas por km².

## Geografía
Marvin se encuentra ubicado en las coordenadas 45°15′38″N 96°54′55″O / 45.26056, -96.91528. Según la Oficina del Censo de los Estados Unidos, Marvin tiene una superficie total de 1.42 km², de la cual 1.42 km² corresponden a tierra firme y (0%) 0 km² es agua.

## Demografía
Según el censo de 2010, había 34 personas residiendo en Marvin. La densidad de población era de 24 hab./km². De los 34 habitantes, Marvin estaba compuesto por el 85.29% blancos, el 0% eran afroamericanos, el 5.88% eran amerindios, el 0% eran asiáticos, el 0% eran isleños del Pacífico, el 0% eran de otras razas y el 8.82% pertenecían a dos o más razas. Del total de la población el 0% eran hispanos o latinos de cualquier raza.